# École Dick Sheppard
L'école Dick Sheppard était une grande école, à l'origine pour filles, à Tulse Hill dans le London Borough of Lambeth. Elle est fondée en tant qu'établissement jumeau de l'école Tulse Hill pour garçons et en tant qu'alternative à l'école secondaire pour filles St Martin-In-The-Fields. À la fin des années 1970, les élèves masculins de l'école Strand voisine la rejoignent et elle continue comme école mixte jusqu'à sa fermeture en 1994.

## Histoire
L'école est créée par le London County Council en 1955. Elle est nommée d'après le pasteur anglican, Dick Sheppard, connu pour avoir transformé l'église St Martin-in-the-Fields en un centre social pour les nécessiteux et les démunis du centre de Londres. Le nom est donc en résonance à celui du lycée pour filles local, l'école secondaire St Martin-In-The-Fields. L'école est à sa création bien équipée et, comme l'école Tulse Hill (en), considérée à l'époque comme à l'avant-garde de l'éducation.
En 1972, l'Inner London Education Authority propose la fermeture de l'école Strand et le transfert de ses élèves à Dick Sheppard. Les bâtiments Strand et Tulse Hill, à proximité l'un de l'autre, doivent former une seule nouvelle école polyvalente. Margaret Thatcher, à l'époque secrétaire d'État à l'Éducation, approuve la fermeture mais pas les modifications de Tulse Hill, ni les extensions proposées à Dick Sheppard. Les parents d'élèves de Strand contestent la fermeture devant les tribunaux. En conséquence, une injonction interdisant la fermeture est accordée en mai 1972 ; et une deuxième demande au Ministre, en juillet 1972, est rejetée en janvier de l'année suivante. Notant les objections de ceux qui sont particulièrement soucieux de conserver une école polyvalente locale pour filles, Thatcher déclare à la Chambre des communes que faire de l'école un établissement mixte serait aller à l'encontre de ces souhaits. À la fin des années 1970, l'école Strand est cependant fermée. Ses vestiges sont fusionnés avec Dick Sheppard, ce qui en a fait finalement une école mixte.
En janvier 1982, le prince et la princesse de Galles visitent l'établissement. Cependant, dé nombreuses controverses éclatent dans les années 1980. Janet Boateng, la première présidente noire des gouverneurs au sein de l'ILEA, accuse l'école de « racisme profondément enraciné » lorsqu'elle est évincée par son propre groupe du Parti travailliste en 1983. En 1984, Dick Sheppard est l'une des quatre écoles du pays présentées dans une enquête du Daily Express sur les « écoles polyvalentes défaillantes de Grande-Bretagne », et est ensuite à l'avant-garde des écoles engagées dans le « sport non-compétitif », ce qui suscite un intérêt national varié. Une déclaration non-officielle du personnel en faveur de Cherry Groce a produit le titre du Daily Telegraph : Les enfants « se sont déchaînés dans la sortie du NUT », une occasion où la discipline a été décrite par Anne Sofer, membre de l'Inner London Education Authority, comme « complètement incontrôlable » . L'incident a également figuré dans un débat à la Chambre des lords le 5 février 1986 par Lord Ritchie of Dundee (Hansard cc 1175).
En 1987, The Observer décrit l'école comme un « rayon d'espoir [...] faisant maintenant des efforts acharnés pour s'améliorer, non sans succès», tandis que The London Evening Standard, dans un « dossier factuel » sur la région, répertorie l'école comme « une des meilleures ».
L'école continue comme telle jusqu'à sa fermeture en 1994. Le conseil d'arrondissement de Lambeth aurait déclaré que Dick Sheppard a été fermée parce que « comme de nombreuses autres écoles de la région, elle échouait ». La supposée « quasi-faillite» de l'autorité scolaire locale est également évoquée. Le site est vendu par le conseil d'arrondissement en 1997 pour 10 £ millions pour faire place à des logements de luxe.

## Anciens élèves célèbres
- Tim Roth, acteur, qui a rejoint Dick Sheppard lors de la fermeture de Strand School (voir ci-dessus).
- Douglas Ankrah inventeur du p*rnstar martini et propriétaire du bar LAB à Soho en 1999, et du bar Townhouse in
- Olive Morris, activiste du féminisme noir.